# Hisamitsu Springs 2018-2019
Questa voce raccoglie le informazioni riguardanti le Hisamitsu Springs nella stagione 2018-2019.

## Organigramma societario
Area direttiva
- Presidente: Fumi Kayashima
- Vice presidente: Takenori Kobayakawa

Area tecnica
- Allenatore: Shingo Sakai
- Assistente allenatore: Shigekazu Ōkubo, Shun Yutakakihara, Kazuki Kobata, Naohiro Isoda
- Scoutman: Haruna Kawano

## Rosa
| N° | Nome              | Ruolo | Data di nascita   | Nazionalità sportiva |
| -- | ----------------- | ----- | ----------------- | -------------------- |
| 2  | Chizuru Kotō      | P     | 8 settembre 1982  | Giappone             |
| 3  | Risa Shinnabe     | S     | 11 luglio 1990    | Giappone             |
| 4  | Nana Iwasaka      | C     | 3 luglio 1990     | Giappone             |
| 6  | Yuki Ishii        | S     | 8 maggio 1991     | Giappone             |
| 8  | Rika Nomoto       | S     | 21 settembre 1991 | Giappone             |
| 10 | Kotoki Zayasu     | L     | 11 gennaio 1990   | Giappone             |
| 11 | Erika Sakae       | P     | 3 aprile 1991     | Giappone             |
| 12 | Yūka Imamura      | S     | 2 settembre 1993  | Giappone             |
| 13 | Kiyora Obikawa    | C     | 31 maggio 1993    | Giappone             |
| 14 | Fumika Moriya     | C     | 7 aprile 1992     | Giappone             |
| 15 | Yūka Taura        | S     | 28 giugno 1998    | Giappone             |
| 16 | Foluke Akinradewo | C     | 5 ottobre 1987    | Stati Uniti          |
| 17 | Asuka Hamamatsu   | C     | 22 dicembre 1998  | Giappone             |
| 18 | Mana Toe          | L     | 18 maggio 1994    | Giappone             |
| 20 | Sayaka Tsutsui    | L     | 29 agosto 1992    | Giappone             |
| 21 | Haruka Kanamori   | C     | 9 aprile 1996     | Giappone             |
| 22 | Arisa Inoue       | S     | 8 maggio 1995     | Giappone             |
| 23 | Minami Higane     | P     | 2 luglio 1995     | Giappone             |
| 24 | Miyu Nakagawa     | S     | 8 gennaio 2000    | Giappone             |
| 25 | Hikari Kato       | S     | 26 agosto 1997    | Giappone             |

## Statistiche

### Statistiche dei giocatori
| Giocatrice    | V.League Division 1 | V.League Division 1 | V.League Division 1 | V.League Division 1 | V.League Division 1 |
| Giocatrice    | P                   | PT                  | AV                  | MV                  | BV                  |
| ------------- | ------------------- | ------------------- | ------------------- | ------------------- | ------------------- |
| F. Akinradewo | 26                  | 396                 | 300                 | 80                  | 16                  |
| A. Hamamatsu  | 4                   | 0                   | 0                   | 0                   | 0                   |
| M. Higane     | 1                   | 0                   | 0                   | 0                   | 0                   |
| Y. Imamura    | 30                  | 183                 | 166                 | 10                  | 7                   |
| A. Inoue      | 30                  | 122                 | 107                 | 5                   | 10                  |
| Y. Ishii      | 29                  | 490                 | 453                 | 18                  | 19                  |
| N. Iwasaka    | 30                  | 252                 | 149                 | 95                  | 8                   |
| H. Kanamori   | 2                   | 6                   | 5                   | 0                   | 1                   |
| H. Kato       | 27                  | 11                  | 2                   | 0                   | 9                   |
| C. Kotō       | 29                  | 34                  | 11                  | 13                  | 10                  |
| R. Nomoto     | 21                  | 261                 | 244                 | 14                  | 3                   |
| F. Moriya     | 30                  | 26                  | 19                  | 3                   | 1                   |
| M. Nakagawa   | 13                  | 31                  | 24                  | 7                   | 0                   |
| K. Obikawa    | 1                   | 0                   | 0                   | 0                   | 0                   |
| E. Sakae      | 30                  | 11                  | 5                   | 2                   | 4                   |
| R. Shinnabe   | 28                  | 311                 | 240                 | 48                  | 23                  |
| Y. Taura      | 1                   | 0                   | 0                   | 0                   | 0                   |
| M. Toe        | 30                  | 0                   | 0                   | 0                   | 0                   |
| S. Tsutsui    | 30                  | 0                   | 0                   | 0                   | 0                   |
| K. Zayasu     | 28                  | 0                   | 0                   | 0                   | 0                   |

P = presenze; PT = punti totali; AV = attacchi vincenti; MV = muri vincenti; BV = battute vincenti

NB: Non sono disponibili i dati relativi alla Coppa dell'Imperatrice, al campionato asiatico per club e di conseguenza quelli totali